# Motor Lublin (piłka nożna) w sezonie 1955
Sezon 1955 był dla klubu 3. sezonem na czwartym szczeblu ligowym. Zespół występujący wówczas pod nazwą ZKS Stal Lublin zajął drugie miejsce i przystąpił do baraży o udział w lidze międzywojewódzkiej.  

## Przebieg sezonu
Od 19 lutego do 4 marca piłkarze Stali wraz z trenerem Leonem Kozłowskim przebywali na obozie kondycyjnym w Szklarskiej Porębie. „Stalowcy” rozpoczęli sezon od wyjazdowej wygranej w Zamościu z Unią 6:0. W drugiej kolejce doszło do derbów Lubelszczyzny pomiędzy Stalą FSC a Stalą WSK Świdnik. Na stadionie GWKS przy alei Świerczewskiego w obecności 2 tysięcy widzów, goście ze Świdnika wygrali 2:1. Bramkę dla lubelskiego zespołu zdobył Kazimierz Piróg. Stal FSC wystąpiła w składzie: Graniczka, Nóżka, Dudziak, Muciek, Chodoń, Kocot, Piróg, Szymczyk, Kalinowski, Brzozowski i Krzewiński. Rundę wiosenną Stal FSC zakończyła na 5. miejscu ze stratą sześciu punktów do lidera – Stali WSK i pięciu do wicelidera – Kolejarza Lublin.
Na tydzień przed rozpoczęciem rundy rewanżowej, 24 lipca Stal rozegrała mecz towarzyski z WKS Lublin (1:2). Sezon Stal zakończyła na drugim miejscu, które gwarantowało udział w barażach o ligę międzywojewódzką, w których przeciwnikiem lubelskiego zespołu był drugi zespół rzeszowskiej klasy A Górnik Sanok. 27 listopada w pierwszym meczu rozegranym w Sanoku padł wynik remisowy 2:2. Stal, która do przerwy prowadziła 2:0 po bramkach Filozofa i Barszczewskiego, od 51. minuty grała w osłabieniu po usunięciu z boiska Krzewińskiego za dyskusję z sędzią po rzekomym faulu na zawodniku Górnika w polu karnym. W rewanżu rozegranym tydzień później na stadionie Sparty w obecności 4 tysięcy widzów, Stal wygrała 2:0 po bramkach Kalinowskiego i Szymczyka i awansowała do III ligi. Lubelski zespół wystąpił w składzie: Józef Graniczka, Tadeusz Kocot, Zenon Krzewiński, Bogdan Muciek, Zbigniew Dudziak, Henryk Chodoń, Kazimierz Piróg, Tadeusz Szymczyk, Zdzisław Barszczewski (Zdzisław Brzozowski), Jerzy Kalinowski, Stanisław Filozof.

## Mecze ligowe w sezonie 1955
| Data                                               | Przeciwnik            | D/W | Miejsce             | Wynik M/P   | Strzelcy                                                           | Źródło       |
| -------------------------------------------------- | --------------------- | --- | ------------------- | ----------- | ------------------------------------------------------------------ | ------------ |
|                                                    |                       |     |                     |             |                                                                    |              |
| RUNDA WIOSENNA                                     |                       |     |                     |             |                                                                    |              |
|                                                    |                       |     |                     |             |                                                                    |              |
| 27 marca 1955                                      | Unia II Zamość        | W   | Zamość              | 6:0         | Szymczyk ?', ?', ?', Kalinowski ?', ?'                             | [ 3 ]        |
| 3 kwietnia 1955                                    | Stal Świdnik          | D   | stadion GWKS        | 1:2         | Piróg 33'                                                          | [ 4 ]        |
| 17 kwietnia 1955                                   | Kolejarz Dęblin       | W   | Dęblin              | 3:2         | brak danych                                                        | [ 13 ]       |
| 24 kwietnia 1955                                   | Kolejarz Chełm        | W   | Chełm               | 1:3         | brak danych                                                        | [ 14 ]       |
| 8 maja 1955                                        | Kolejarz Izbica       | W   | Izbica              | 3:0         | brak danych                                                        | [ 15 ]       |
| 24 maja 1955                                       | Sparta Lublinianka II | W   | Lublin              | 4:1         | brak danych                                                        | [ 16 ]       |
| 29 maja 1955                                       | Budowlani Puławy      | W   | Puławy              | 2:3         | brak danych                                                        | [ 17 ]       |
| 5 czerwca 1955                                     | Gwardia II Chełm      | D   | stadion GWKS        | 5:0         | brak danych                                                        | [ 18 ]       |
| 12 czerwca 1955                                    | Budowlani Lublin      | W   | stadion Budowlanych | 2:2         | Kalinowski ?', ?'                                                  | [ 19 ]       |
| 19 czerwca 1955                                    | Kolejarz Łuków        | D   | stadion GWKS        | 3:3         | brak danych                                                        | [ 20 ]       |
| 26 czerwca 1955                                    | Sparta Biała Podlaska | W   | Biała Podlaska      | 3:0         | brak danych                                                        | [ 21 ]       |
| 2 lipca 1955                                       | Kolejarz Lublin       | D   | stadion Sparty      | 1:1         | brak danych                                                        | [ 5 ]        |
|                                                    |                       |     |                     |             |                                                                    |              |
| RUNDA JESIENNA                                     |                       |     |                     |             |                                                                    |              |
|                                                    |                       |     |                     |             |                                                                    |              |
| 31 lipca 1955                                      | Unia II Zamość        | D   | stadion GWKS        | 5:0         | brak danych                                                        | [ 22 ]       |
| 6 sierpnia 1955                                    | Stal Świdnik          | W   | Świdnik             | 0:2         |                                                                    | [ 23 ]       |
| 14 sierpnia 1955                                   | Kolejarz Dęblin       | D   | stadion GWKS        | 1:1         | brak danych                                                        | [ 24 ]       |
| 21 sierpnia 1955                                   | Kolejarz Chełm        | D   | stadion GWKS        | 6:0         | brak danych                                                        | [ 25 ]       |
| 28 sierpnia 1955                                   | Kolejarz Izbica       | D   | stadion GWKS        | 4:1         | brak danych                                                        | [ 26 ]       |
| 10 września 1955                                   | Lublinianka II        | D   | stadion GWKS        | 6:2         | Kalinowski ?', ?', Piróg ?', Barszczewski ?', Filozof ?', ?' (sam) | [ 27 ]       |
| 18 września 1955                                   | Budowlani Puławy      | D   | stadion GWKS        | 4:2         | Piróg ?', ?', Barszczewski ?', Filozof ?'                          | [ 28 ]       |
| 25 września 1955                                   | Gwardia II Chełm      | W   | Chełm               | 1:0         | brak danych                                                        | [ 29 ]       |
| 2 października 1955                                | Budowlani Lublin      | D   | stadion GWKS        | 1:0         | Kalinowski ?'                                                      | [ 30 ]       |
| 9 października 1955                                | Kolejarz Łuków        | W   | Łuków               | 6:1         | brak danych                                                        | [ 31 ]       |
| 15 października 1955                               | Sparta Biała Podlaska | D   | stadion GWKS        | 2:4         | Szymczyk ?', Filozof ?'                                            | [ 32 ]       |
| 27 października 1955                               | Kolejarz Lublin       | W   | boisko GWKS         | brak danych |                                                                    |              |
| MECZE BARAŻOWE O UDZIAŁ W LIDZE MIĘDZYWOJEWÓDZKIEJ |                       |     |                     |             |                                                                    |              |
|                                                    |                       |     |                     |             |                                                                    |              |
| 27 listopada 1955                                  | Górnik Sanok          | W   | Sanok               | 2:2         | Filozof 15', Barszczewski 30'                                      | [ 8 ] [ 10 ] |
| 4 grudnia 1955                                     | Górnik Sanok          | D   | Stadion Sparty      | 2:0         | Kalinowski 33', Szymczyk 85'                                       | [ 12 ]       |